# Mala Rinka
Le Mala Rinka est un sommet des Alpes, à 2 289 m d'altitude, dans les Alpes kamniques, en Slovénie.
Il fait partie de l'ensemble des Rinke dont il est le sommet le plus oriental.
Son versant sud se fond avec la haute-terrasse karstique Mali podi qui le relie vers l'est au versant ouest de la Turska gora.
Souvent aussi visitée en hiver, la face nord, d'un dénivelé d'environ 350 m et hébergeant une trentaine d'itinéraires (variantes incluses), se dresse au-dessus de la haute terrasse Okrešelj. La séparation entre la face nord du Mala Rinka et celle du Štajerska Rinka à l'ouest est le long d'un couloir accessible aux alpinistes, alors que le ravin la séparant de la Turska gora, appelé Turski žleb, est entreprenable par le randonneur alpin habitué aux passages de type via ferrata en été, et skiable en hiver.

## Accès
Départ du refuge Frischaufov dom à la haute terrasse Okrešelj, en fin de la vallée de Logarska dolina.

## Sources
- (sl) Silvo Babič, Tone Golnar, Plezalni vodnik Logarska dolina - zahodni del, Ljubljana, Planinska zveza Slovenije, 1999 (ISBN 961-6156-18-7). -guide d'alpinisme pour Logarska dolina, partie occidentale (Club alpin slovène).
- (sl) Vladimir Habjan, Jože Drab... et al., Kamniško-Savinjske Alpe : planinski vodnik, Ljubljana, Planinska zveza Slovenije, 2004 (ISBN 961-6156-52-7). -guide de randonnée alpine pour les Alpes kamniques (Club alpin slovène).
- (sl) Tine Mihelič, Rudi Zaman, Slovenske stene, Radovljica, Didakta, 2003 (ISBN 961-6463-47-0). -guide d'alpinisme et livre reconnu, couvrant les parois slovènes.